# Mkongo Gulioni
Mkongo Gulioni ist ein Verwaltungsbezirk (Ward) des Distrikts Namtumbo in der tansanischen Region Ruvuma.

## Geografie
Mkongo Gulioni liegt im Südwesten von Tansania etwa 40 Kilometer Luftlinie östlich der Regionshauptstadt Songea und 80 Kilometer von der Grenze zu Mosambik entfernt. Der Bezirk grenzt im Norden an Lichili, im Südosten an Ligera, im Südwesten an Limamu und im Westen an Mkongo. Bei der Volkszählung 2022 lebten 6975 Menschen in 1626 Haushalten auf einer Fläche von 166 Quadratkilometern.

## Gliederung
Der Bezirk besteht aus zwei Gemeinden (Mtaa) mit zehn Orten (Kitongoji):
| Mkongo Gulioni - Misufini - Mabatini - Kikwajuni - Majengo - Litete - Gulioni - Mwembechai | Nahimba - Nambunju - Kidalini - Ndambo |

## Gesundheit
In Mkongo Gulioni gibt es ein staatliches Gesundheitszentrum.